# Melanchroia aterea
Melanchroia aterea é uma mariposa, ou traça, diurna e neotropical da família Geometridae, citada numa ampla distribuição geográfica que vai do México e América Central continental até o norte da Argentina; classificada por Caspar Stoll sob a denominação Phalaena aterea, em 1781, na página 158 da obra Uitlandsche Kapellen, volume 4; o mesmo livro com a descrição de Melanchroia chephise (espécie-tipo do gênero Melanchroia); os holótipos de ambas coletados no Suriname.

## Descrição
Segundo Stoll, ela possui "uma mancha branca e quase transparente no meio de cada asa"; nem sempre visível em todos os seus exemplares fotografados; podendo ainda ser confundida com outras espécies miméticas, como Calodesma collaris (Erebidae: Arctiinae) e Melanis aegates (borboleta Riodinidae), encontradas em sua região de ocorrência. As três espécies com pequenas áreas em vermelho nas asas ou próximas à cabeça. 

## Planta-alimento
As suas lagartas, chamadas mede-palmos assim como outras de sua família (Geometridae), com seu típico padrão de flexão e extensão ao caminhar, sendo malhadas de manchas esverdeadas sobre um fundo negro e empupando no solo, se alimentam de plantas dos gêneros Cephalanthus (Cephalanthus glabratus; família Rubiaceae) ou Phyllanthus (Phyllanthus niruri - o quebra-pedra; família Phyllanthaceae), podendo ser encontradas em habitats antrópicos, como nos jardins de residências.